# Searsia
Searsia är ett släkte med sumakväxter.
Enligt Catalogue of Life ingår följande 109 arter i släktet:

- Searsia acocksii
- Searsia acuminatissima
- Searsia albida
- Searsia albomarginata
- Searsia anchietae
- Searsia angolensis
- Searsia angustifolia
- Searsia arenaria
- Searsia aucheri
- Searsia batophylla
- Searsia blanda
- Searsia bolusii
- Searsia brenanii
- Searsia burchellii
- Searsia carnosula
- Searsia chirindensis
- Searsia ciliata
- Searsia crenata
- Searsia crenulata
- Searsia cuneifolia
- Searsia dentata
- Searsia discolor
- Searsia dissecta
- Searsia divaricata
- Searsia dracomontana
- Searsia dregeana
- Searsia dumetorum
- Searsia engleri
- Searsia erosa
- Searsia fastigiata
- Searsia flexicaulis
- Searsia gallagheri
- Searsia gerrardii
- Searsia glauca
- Searsia glutinosa
- Searsia gracilipes
- Searsia gracillima
- Searsia grandidens
- Searsia grossireticulata
- Searsia gueinzii
- Searsia harveyi
- Searsia horrida
- Searsia humpatensis
- Searsia incisa
- Searsia keetii
- Searsia kirkii
- Searsia krebsiana
- Searsia kwazuluana
- Searsia laevigata
- Searsia lancea
- Searsia leptodictya
- Searsia longipes
- Searsia longispina
- Searsia lucens
- Searsia lucida
- Searsia magalismontana
- Searsia maricoana
- Searsia marlothii
- Searsia montana
- Searsia monticola
- Searsia mysorensis
- Searsia natalensis
- Searsia nebulosa
- Searsia nitida
- Searsia obtusata
- Searsia ochracea
- Searsia pallens
- Searsia paniculata
- Searsia parviflora
- Searsia pendulina
- Searsia pentaphylla
- Searsia pentheri
- Searsia pondoensis
- Searsia populifolia
- Searsia problematodes
- Searsia pterota
- Searsia puccionii
- Searsia pygmaea
- Searsia pyroides
- Searsia quartiniana
- Searsia refracta
- Searsia rehmanniana
- Searsia retinorrhoea
- Searsia rigida
- Searsia rimosa
- Searsia rogersii
- Searsia rosmarinifolia
- Searsia rudatisii
- Searsia ruspolii
- Searsia scytophylla
- Searsia sekhukhuniensis
- Searsia sinuata
- Searsia somalensis
- Searsia squalida
- Searsia stenophylla
- Searsia tenuinervis
- Searsia tenuipes
- Searsia thyrsiflora
- Searsia tomentosa
- Searsia transvaalensis
- Searsia tridactyla
- Searsia tripartita
- Searsia tumulicola
- Searsia undulata
- Searsia volkii
- Searsia wellmanii
- Searsia wildii
- Searsia wilmsii
- Searsia zeyheri